# 诺曼·帕卡德
诺曼·帕卡德（1954年—）是一位美国混沌理论物理学家，提出了“混沌边缘”（"the edge of chaos"）一词。